# Yamethin
Yamethin är en stad i Myanmar. Den ligger i Mandalayregionen, i den centrala delen av landet, 80 km norr om huvudstaden Naypyidaw. Yamethin ligger 203 meter över havet och folkmängden uppgick till cirka 28 000 invånare vid folkräkningen 2014.

## Geografi
Terrängen runt Yamethin är platt. Runt Yamethin är det ganska tätbefolkat, med 120 invånare per kvadratkilometer. Trakten runt Yamethin består till största delen av jordbruksmark.

## Klimat
Savannklimat råder i trakten. Årsmedeltemperaturen i trakten är 23 °C. Genomsnittlig årsnederbörd är 1 285 millimeter. Den regnigaste månaden är september, med i genomsnitt 233 mm nederbörd, och den torraste är februari, med 1 mm nederbörd.